# قلاطية
قلاطية: بلدة تتبع لمحافظة حمص في سوريا وترتفع عن سطح البحر حوالي 450 متر وتتدرج بالارتفاع نظراً لموقعها في سفح التلال والجبال وهي مصيف معروف بجمال طبيعته وكثرة الينابيع يوجد فيها فندق وعدة مطاعم يعتمد سكانها على الزراعة وتربية الفروج والمواشي وانتاج العسل حيث أن أراضيها على ضفتي نهر الكبير الجنوبي وتنتج الفواكه من دراق وخوخ وتفاح ونسبة كبيرة من الأراضي مزروعة بالزيتون 

## موقعها الجغرافي
تقع قلاطية في وادي النصارى في منتصف الطريق بين حمص وطرطوس وتبعد عن حمص حوالي 55 كم ومثلها عن طرطوس، ويحيط بها عدداً من الجبال الخضراء الرائعة، كما أنها تبعد عن الحدود اللبنانية الشمالية ما يقارب 12 كيلو متر كخط نظر مباشر.

## المناخ والطقس
مناخ البلدة، صيفاً معتدل وقد يتخلله أيام ممطرة، شتاءً بارد أو شديد البرودة وتتساقط الثلوج لعدة مرات خلال شتاء المنطقة البارد الذي يمتد لخمسة شهور.